# Universitat Pablo de Olavide
La Universitat Pablo de Olavide (UPO) és una universitat pública situada a Sevilla, Espanya. Fundada el 1997, és una de les universitats públiques més recents, i compta amb una mica més d'onze mil alumnes. Destaca la seva oferta de graus, dobles graus i postgraus en camps com les Ciències Jurídiques, Ciències Socials, Humanitats, Biotecnologia, Ciències Ambientals, Ciències de l'Esport i Informàtica. Quant a recerca, se situa al capdavant dels rànquings nacionals que tenen en compte la productivitat segons grandària i recursos.
El campus d'aproximadament 140 hectàrees es troba al sud-est de Sevilla, pertanyent al terme municipal de Dos Hermanas en la seva majoria, limitant amb llacunes del riu Guadaíra. També té una petita presència a Alcalá de Guadaíra i Sevilla capital.
Porta el seu nom en honor del polític il·lustrat hispano-peruà Pablo de Olavide (1725-1803), el qual va destacar per la repoblació i la fundació de diversos municipis d'Andalusia en el pla de Nuevas Poblaciones de Andalucía i Sierra Morena i a Sevilla com a planificador de la ciutat i reformador de la Universitat de Sevilla.
La Universitat Pablo de Olavide està concebuda en un model de campus únic, integrant en un mateix espai tots els seus centres i serveis. Conjumina d'aquesta manera les seves funcions socials, docents, de recerca, residencials i esportives en un mateix espai geogràfic. Des de Sevilla, es pot accedir al campus mitjançant transport públic (autobús urbà i metro), per la xarxa de carrils per a bicicletes o amb cotxe per la carretera d'Utrera (A-376).

## Història
Les instal·lacions de la Universitat de Pablo de Olavide tenen el seu origen en les de la Universitat Laboral de Sevilla, hederera de l'antiga Universitat Laboral Primo de Rivera constituïda en 1959.
En 1997 es crea la Universitat Pablo de Olavide, de Sevilla mitjançant la Llei 3/1997.